# قلتى الكبرى
قلتى الكبرى، قرية رئيسية تابعة لمركز الباجور التابع لمحافظة المنوفية في جمهورية مصر العربية.

## التاريخ
قرية قلتى الكبرى من القرى القديمة، حيث وردت باسم «قلتا» في أعمال المنوفية ضمن قرى الروك الصلاحي التي أحصاها ابن مماتي في كتاب قوانين الدواوين، كما وردت باسم «قلتا» في أعمال المنوفية ضمن قرى الروك الناصري التي أحصاها ابن الجيعان في كتاب «التحفة السنية بأسماء البلاد المصرية». وفي العصر العثماني وردت باسم «قلتا الكبرى» في التربيع العثماني الذي أجراه الوالي العثماني سليمان باشا الخادم في عصر السلطان العثماني سليمان القانوني ضمن قرى ولاية المنوفية، وفي تاريخ 1228هـ/1813م الذي عدّ قرى مصر بعد المسح الذي قام به محمد علي باشا باسم «قلتى الكبرى» ضمن قرى مديرية المنوفية.

## السكان
بلغ عدد سكان قلتى الكبرى 3,720 نسمة، حسب الإحصاء الرسمي لعام 2006.